# Rutledge Wood

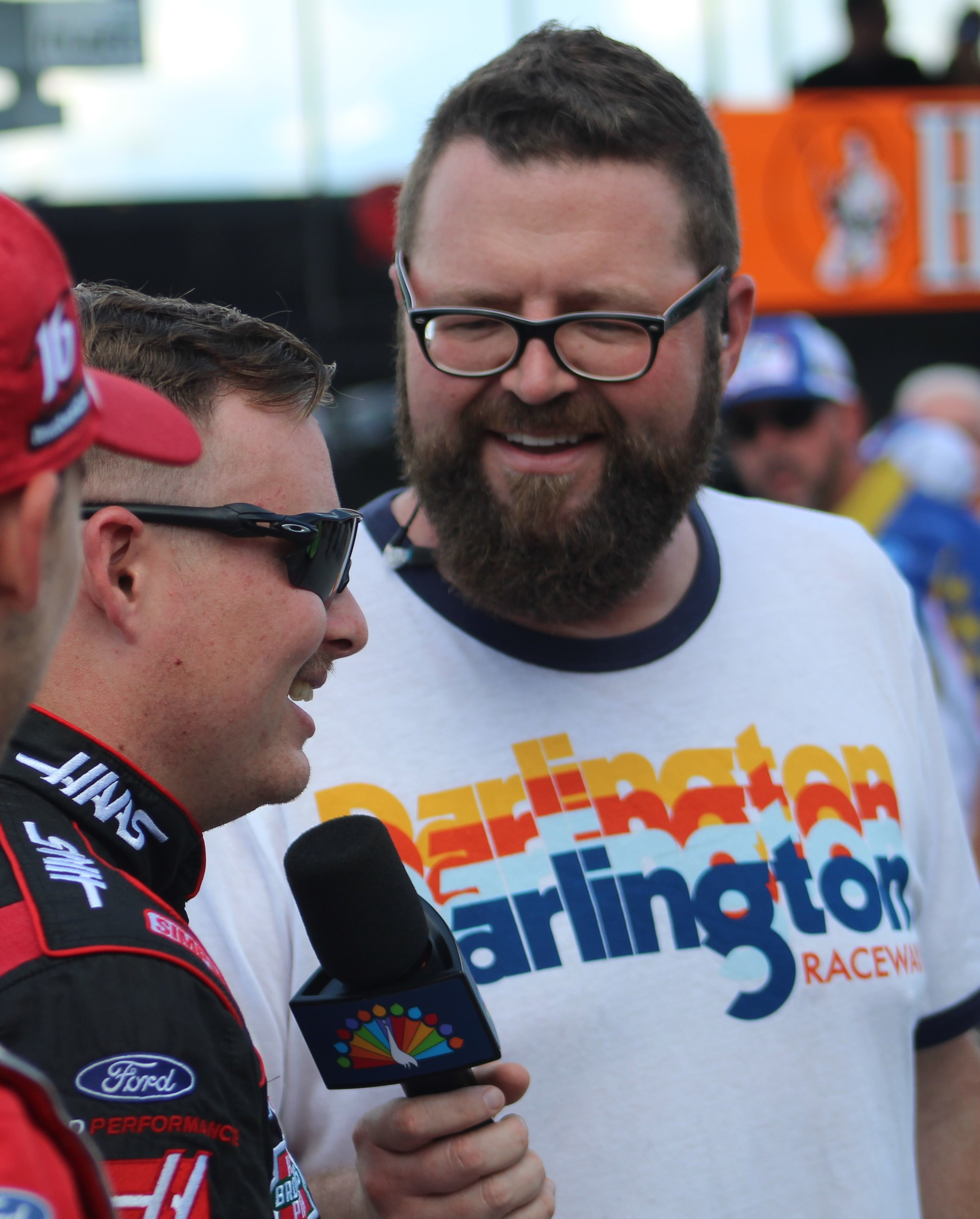
Rutledge Wood (2018)

Rutledge Wood (* 22. April 1980 in Birmingham, Alabama) ist ein US-amerikanischer Motorsportexperte beim Fernsehsender NBC und Spielshow-Moderator.
Wood ist vor allem aus der Sendung Top Gear USA bekannt, bei der er neben Adam Ferrara und Tanner Foust von 2010 bis zur Absetzung 2016 moderierte. Zudem moderierte er im Jahr 2007 die Speed Road Tour Challenge und bis 2013 NASCAR Trackside, eine Show, in der es vor allem um Motorsport geht.
Im Jahr 2013 gewann er mit Adam Carolla das Long Beach Toyota Celebrity Race in der Kategorie Pro. Zwei Jahre später, im Mai 2015, startete eine neue Show mit Wood names Lost in Transmission, in der er mit einem Freund über Autos redet und Oldtimer restauriert.
Für den Streamingdienst Netflix moderiert er die Spielshows Hyperdrive, The American Barbecue Showdown und Der Boden ist Lava, für NBC die Spielshow Hot Wheels: Ultimate Challenge.